# Vasile Stîngă
Vasile Stîngă, romunski rokometaš, * 21. januar 1957, Hunedoara.
Leta 1980 je na poletnih olimpijskih igrah v Moskvi v sestavi romunske rokometne reprezentance osvojil bronasto olimpijsko medaljo; uspeh je ponovil čez štiri leta.